# اغربين لوطا (ميضار)
اغربين لوطا هي إحدى مشيخات المملكة المغربية، تتبع جغرافيا لإقليم الدريوش وإداريًا لميضار. يقدر عدد سكانها بـ 2793 نسمة حسب الإحصاء الرسمي للسكان والسكنى لسنة 2004.